# 핵에너지
핵에너지(核 energy)는 원자핵 안에 위치한 입자의 위치 에너지이다. 폭탄이나 원자로 분열이나 융합에 의한 연쇄반응 과정에서 물질이 에너지로 변환되면서 방출되는 에너지를 의미한다. 핵 입자는 강한 상호작용으로 서로 결합한다. 약한 상호작용은 베타 붕괴와 같은 특별한 종류의 방사성 붕괴를 위해 위치 에너지를 제공한다.